# John Rabe (film)
John Rabe è un film del 2009 diretto da Florian Gallenberger basato sul libro John Rabe: Der Gute Deutsche von Nanking di Erwin Wickert su John Rabe.

## Trama
La pellicola narra le gesta di John Rabe, un uomo d'affari tedesco testimone del massacro di Nanchino, avvenuto ad opera dell'esercito giapponese tra il 1937 ed il 1938, durante la seconda guerra sino-giapponese, e fu tra i fautori della creazione della "zona di sicurezza di Nanchino".

## Produzione

### Riprese
Le riprese hanno avuto inizio nell'autunno del 2007 a Shanghai. Il film prende le forme di una docufiction in quanto combina anche sequenze reali dell'evento.

## Distribuzione
Il film, uscito in Germania nell'aprile del 2009, è stato presentato alla Berlinale 2009. In Italia il film non è stato distribuito nelle sale ed è stato trasmesso in TV su Rai 3 il 2 luglio 2011 e il 1º settembre 2013.

## Corrispondenza con i fatti
Il 22 novembre 1937, mentre l'esercito giapponese avanzava verso Nanchino, Rabe ed altri stranieri costituirono il Comitato internazionale per la zona di sicurezza di Nanchino allo scopo di creare l'area di protezione di Nanchino, per offrire ai fuggitivi cinesi alimenti e rifugio contro i militari giapponesi. John Rabe fu eletto presidente del comitato internazionale, con la speranza che la sua nazionalità tedesca e la sua appartenenza al Partito Nazista potessero influenzare il comportamento dei militari giapponesi. Tale speranza tuttavia si rivelò vana e circa 250.000 persone si rifugiarono nell'area di protezione, estesa 4 km² e costituita da tutte le ambasciate estere, dall'Università di Nanchino e dalla proprietà di Rabe, nella quale trovarono alloggio più di 600 persone, ma solo per breve tempo.
Il 12 dicembre 1937, pochi mesi dopo lo scoppio della seconda guerra sino-giapponese, la città fu occupata dalle truppe giapponesi che si resero responsabili del cosiddetto "massacro di Nanchino": per circa due mesi i soldati nipponici furono artefici di esecuzioni di massa, uccidendo un numero di persone stimato tra le 200.000 e le 350.000 unità, e di violenze sessuali su circa 20.000 donne.
Nel febbraio del 1938 John Rabe, dopo essere stato costretto a lasciare Nanchino per ordine della Siemens China Co, richiamò l'attenzione sui crimini di guerra dei giapponesi in alcune conferenze a Berlino, scrisse anche un rapporto per Adolf Hitler, chiedendogli di intervenire presso i giapponesi al fine di far cessare le atrocità, ma non ricevette risposta. Le poche immagini riprese da Rabe furono distrutte da un ufficiale giapponese. Successivamente venne arrestato dalla Gestapo per offese alla Corona Imperiale Nipponica. Solo alla fine della guerra fu sciolto da ogni accusa e denazificato dagli Alleati grazie alle sue opere umanitarie compiute in Cina.

## Riconoscimenti
- Deutscher Filmpreis 2009
  - Miglior film
  - Miglior attore protagonista (Ulrich Tukur)
  - Miglior scenografia
  - Migliori costumi
  - Nomination Miglior regia
  - Nomination Miglior attore non protagonista (Steve Buscemi)
  - Nomination Miglior fotografia
- Bayerischer Filmpreis 2009
  - Miglior attore (Ulrich Tukur)
  - Miglior produzione